# قضاء خبات
قضاء خبات هو قضاء يتبع لمحافظة اربيل يقع غرب محافظة أربيل في العراق على الطريق العام ما بين أربيل والموصل ويتألف من ثلاث نواحي هي ناحية رزكاري وناحية كوركوسك وناحية دارشكران ويبعد مركز القضاء مسافة (37) كم عن مدينة أربيل ويتبع القضاء 64 قرية.